# Ugărtjin
Ugărtjin (bulgariska: Угърчин) är en ort i Bulgarien.   Den ligger i kommunen Obsjtina Ugărtjin och regionen Lovetj, i den centrala delen av landet, 100 km nordost om huvudstaden Sofia. Ugărtjin ligger 267 meter över havet och antalet invånare är 2 965.